# Nicolaas Marinus Hugenholtz
Nicolaas Marinus Hugenholtz (Wormerveer, Zaanstad, 26 de abril de 1924) é um físico teórico neerlandês.
Hugenholtz frequentou o ginásio em Leiden, estudou na Universidade Técnica de Delft e na Universidade de Leiden. Trabalhou dois anos e meio no Instituto Niels Bohr da Universidade de Copenhague, e a partir de 1955 na Universidade de Utrecht, onde obteve em 1957 um doutorado, orientado por Léon Van Hove, com a tese The quantum theory of large systems and its application to the structure of matter. De 1958 a 1960 esteve no Instituto de Estudos Avançados de Princeton. Foi professor da Universidade de Groningen.

## Obras
- com van Hove, Howland Quantum theory of many particle systems – Lecturenote and Reprint volume, Frontiers in Physics, Benjamin, 1961
- com David Pines: Ground state energy and excitation spectrum of a system of interacting bosons, Physical Review, Vol. 116, 1959